# This Is Football
This is Football (oft auch nur TIF genannt) ist eine von Sony Computer Entertainment produzierte Videospiel-Reihe von Fußballspielen für die PlayStation und PlayStation 2. Produziert wurden die Spiele im SCE London Studio, Kommentator der deutschen Versionen ist Thomas Herrmann und in TIF 2005 Béla Réthy. Weitere Zusammenarbeit fand mit dem Spieleentwickler Team Soho und der FIFPro statt, welche verantwortlich für die Rechte und Lizenzen ist.

## Allgemeine Informationen
This is Football ist eine Fußballsimulation, welche mithilfe eines Gamepads gesteuert wird. Das Spiel unterliegt keiner Altersfreigabe, jedoch wurde ab This is Football 2004 eine Altersempfehlung von 3 Jahren durch die Pan European Game Information festgelegt. Die Sprache ist deutsch, zudem erschienen auch fremdsprachige Versionen. Neben dem Einzelspielermodus gibt es auch einen Mehrspielermodus.

## Chronologie
| Erscheinungsdatum  | Titel                                | System               | Coverbild (deutsche Version) |
| ------------------ | ------------------------------------ | -------------------- | ---------------------------- |
| 1999               | Fussball Live                        | PlayStation          | jubelnder Spieler            |
| 2000               | Fussball Live II                     | PlayStation          | zwei Fußballspieler          |
| 17. September 2001 | This is Football 2002                | PlayStation 2        | Mehmet Scholl                |
| 15. Juli 2003      | This is Football 2003                | PlayStation 2        | Michael Ballack              |
| 24. März 2004      | This is Football 2004                | PlayStation 2        | Michael Ballack              |
| 28. September 2004 | This is Football 2005                | PlayStation 2        | Michael Ballack              |
| 1. September 2005  | World Tour Soccer: Challenge Edition | PlayStation Portable | Fußball                      |
| 28. Juni 2006      | World Tour Soccer 2                  | PlayStation Portable | Michael Ballack              |

This is Football war der erste Titel der Serie und erschien im Jahr 1999 ausschließlich für die PlayStation. Das Spiel beinhaltet über 5000 Spieler, 230 authentische Teams und mehr als 20 Wettbewerbe. Des Weiteren gibt es die Möglichkeit, Teams zu editieren und Spielszenen auf einer Memory Card zu speichern. Mit Hilfe eines Multitaps können bis zu acht Spieler am Spiel teilnehmen.
This is Football 2002 erschien 2001 für die PlayStation 2. Auf dem Cover ist Mehmet Scholl abgebildet. Das Spiel verfügt über 800 originale Spielernamen, außerdem kann man in einem Karrieremodus seine eigene Mannschaft erstellen und mit dieser in höheren Ligen spielen.
Auf dem Cover von This is Football 2003 ist Michael Ballack abgebildet, als er bei der Fußball-Weltmeisterschaft 2002 ein Tor bejubelt. Da This is Football 2003 in ganz Europa mehr als 400.000 mal verkauft wurde, erschien eine Platinum-Version des Spiels. Häufiger Kritikpunkt sind die langen und häufigen Ladezeiten.
This is Football 2004 war der erste Titel der Serie, welcher über einen Onlinemodus verfügte. Auf dem Cover ist Michael Ballack abgebildet, welcher mit Béla Réthy zusätzliche Kommentare abgibt.
Mithilfe einer EyeToy-Kamera kann man bei This is Football 2005 Gesichter fotografieren und diese als Spielergesichter ins Spiel einzufügen. Das Spiel erschien ebenfalls in einer Platinum-Edition. Es wurde kein Nachfolger für die PlayStation 2 angekündigt.
Im Jahr 2005 wurde von Sony World Tour Soccer veröffentlicht, ein Ableger des Spiels für die PlayStation Portable, welcher auf This is Football basiert. Am 28. Juni 2006 wurde der Nachfolger World Tour Soccer 2 veröffentlicht.

## Alternative Namen
- Australien: This Is Soccer
- Deutschland: Fussball Live (ab dem dritten Ableger: This is Football)
- Frankreich: Le Monde Des Bleus
- Nordamerika: World Tour Soccer
- Portugal: Isto É Futebol
- Spanien: Esto Es Fútbol